# Fundação Carlos Gomes
A Fundação Carlos Gomes (FCG) é a instituição do Governo do Estado do Pará, no Brasil, encarregada da política cultural musical do Estado.
O Instituto Estadual Carlos Gomes (antigo Conservatório Carlos Gomes), criado em 1895 e que teve entre seus diretores o próprio maestro Antônio Carlos Gomes, é administrado pela fundação desde 1986. É uma das mais antigas instituições de ensino musical em atividade no Brasil.
Dentre os eventos musicais mais importantes promovidos pela fundação, destacam-se o Festival Internacional de Música do Pará e o Encontro de Violoncelos.